# Villardevós
Villardevós (oficialmente y en gallego Vilardevós, desde 1985) es un municipio español de la provincia de Orense en Galicia. Pertenece a la comarca de Verín. 

## Geografía
Integrado en la comarca de Verín, se sitúa a 83 kilómetros de la capital provincial. El término municipal está atravesado por la autovía de las Rías Bajas A-52 entre los pK 152 y 153, además de por la carretera nacional N-525, alternativa convencional a la autovía, y las carreteras secundarias OU-310, que une Verín con Vilardevós, y OU-1006, que une las parroquias del sur del municipio. 
El relieve del municipio constituye la zona montañosa de la comarca. La Serra das Penas Libres separa dos áreas bien definidas, a la vez que sirve de divisoria de aguas entre el Támega (al oeste) y el Mente (al este). Al oeste, el relieve ofrece la morfología propia de las penillanuras, con altitudes de 650-750 metros. Al este, el relieve es más enérgico y su altitud media se encuentra entre los 900-1000 metros en la Serra das Penas Libres y entre los 700-800 metros del sector meridional. El paisaje se caracteriza por una sucesión de valles profundos y estrechos. La elevación más importante se sitúa en el monte Alto da Cota con una altitud de 1091 metros. La red fluvial se articula en torno a las cuencas del Támega y el Mente, ambas tributarias del Duero. La principal arteria fluvial es el río Arzoá, que hace de límite con Riós en su camino hacia el Mente. La altitud oscila entre los 1091 metros al suroeste (Alto da Cota) y los 480 metros a orillas del río Mente, en la frontera con Portugal.  El pueblo se alza a 743 metros sobre el nivel del mar. 
| Noroeste: Verín            | Norte: Castrelo do Val y Riós | Noreste: Riós     |
| Oeste: Verín               |                               | Este: Portugal    |
| Suroeste: Verín y Portugal | Sur: Portugal                 | Sureste: Portugal |

## Historia
Los dolmenes de Villardevós, el castro de Florderrei, un sarcófago encontrado en Arzádegos del siglo VII y otros restos arqueológicos muestran que el territorio del actual municipio fue habitado desde época antigua. Como territorio fronterizo entre España y Portugal sufrió los avatares de las relaciones entre ambos países; en 1569 los ejércitos portugueses invadieron y devastaron estas tierras llegando hasta La Gudiña. Durante el Antiguo Régimen estas tierras estuvieron bajo la jurisdicción del conde de Monterrey.
En 2018 aparecen representaciones de pinturas rupestres, en tinta plana de color rojo, incluidas dentro del arte esquemático, pudiendo pertenecer a las primeras sociedades agro-pastoriles del Neolítico; son las primeras encontradas en la provincia.

## Geografía humana

### Demografía
Cuenta con una población de 1662 habitantes (INE 2024).
| Gráfica de evolución demográfica de Vilardevós entre 1842 y 2021 |
| |
| Población de derecho según los censos de población del INE Población de hecho según los censos de población del INEEn estos censos se denominaba Villardevós: 1842, 1857, 1930, 1940, 1950, 1960, 1970 y 1981 En estos censos se denominaba Villardebós: 1860, 1877, 1887, 1897, 1900, 1910 y 1920 |

### Organización territorial
El municipio está formado por treinta y una entidades de población distribuidas en doce parroquias:
- Arzádigos[2] (Santa Eulalia)[8][10][9]
- Berrande (San Bartolomé)[8][11]
- Enjames[2] (San Juan)[8][12]
- Fumaces y Trepa[2] (Santa María)[8][13]
- Moyalde[2] (Santa María)[8][14]
- Osoño (San Pedro)
- Trasiglesia (Santa María)[15]
- Soutochao (Santa María)
- Terroso (Santa Cruz)
- Vilarello[2] (Santa María)[8][9]
- Villardeciervos[2] (San Vicente)[8][3]
- Villardevós (San Miguel)[8][2][3]

## Religión
La mayor parte de la población de Vilardevós practica la religión Católica, perteneciendo a la Diócesis de Orense como una Unidad de Atención Pastoral de Villardevós (UAP Vilardevós).